# Hoplostethus crassispinus
Hoplostethus crassispinus är en fiskart som beskrevs av Kotlyar, 1980. Hoplostethus crassispinus ingår i släktet Hoplostethus och familjen Trachichthyidae. Inga underarter finns listade i Catalogue of Life.